# Маркшейдер
Маркше́йдер (от нем. Markscheider: Mark «отметка», «граница» + Scheider «отделитель») — горный инженер или техник, специалист по проведению пространственно-геометрических измерений в недрах земли и на соответствующих участках её поверхности с последующим отображением результатов измерений на планах, картах и разрезах при горных и геолого-разведочных работах.

## История и термины
Маркшейдер — чин IX класса в Российской империи, табель о рангах для чиновников горного ведомства, упразднённый от 1834 года. А также правительственный чиновник, наблюдающий за правильностью и точностью геодезических измерений при горных работах (при задании направлений соединительных выработок, измерении рудничных полей, разграничении работ различных владельцев и т. п.); большей частью на правах помощников окружных инженеров. На маркшейдеров часто возлагался также отвод земель и на поверхности. Сегодня маркшейдер — это специалист, осуществляющий планирование и контроль всех этапов строительства подземных сооружений и разработки горных выработок (наземных — карьеры, разрезы, старательские артели, канавы и подземных — шахты, штольни, метро и скважины), организацию работ и корректировку процесса в соответствии с планом сдачи объекта.
Маркшейдерское дело (Маркшейдерия) — отрасль горной науки и техники, предметом которой является изучение на основе натурных измерений и последующих геометрических построений структуры месторождения, формы и размеров тел полезного ископаемого в недрах, размещения в них полезных и вредных компонентов, свойств вмещающих пород, пространственного расположения выработок, процессов деформации пород и земной поверхности в связи с горными работами, а также отражение динамики производственного процесса горного предприятия. Работы выполняются с помощью маркшейдерских приборов. Данные синтезируются в горной графической документации, представляющей собой чертежи, полученные методом геометрической проекции. Маркшейдерия является комплексной наукой и тесно связана со многими научными дисциплинами: физико-техническими, математическими, геолого-минералогическими и геологоразведочными, астрономо-геодезическими, а также с технологией разработки месторождений и строительным делом.
Маркшейдерское искусство — часть практической геометрии (geometria subterranea) и самостоятельная дисциплина с задачами:
- съёмка рудничных выработок, месторождений полезных ископаемых и находящейся над ними поверхности;
- графическое изображение выработок и земной поверхности на основании результатов съемки.

## Специфика профессии
На маркшейдере лежит ответственность за соблюдение всех проектных геометрических параметров систем разработки полезного ископаемого, всех параметров и деформаций зданий и сооружений в шахте и на поверхности горного предприятия. Помимо определённых знаний, умений и навыков, он обязан обладать очень уравновешенным характером, быть бесконечно педантичным, аккуратным и точным в исполнении своих обязанностей, знать технику безопасности. Ошибки в его работе могут привести к колоссальным убыткам, авариям с массовой гибелью людей. Маркшейдер занимается учётом движения и состоянием запасов полезного ископаемого (вскрытые, подготовленные и готовые к выемке запасы), учётом потерь и разубоживания полезного ископаемого.
Маркшейдерская служба на горном предприятии также следит за процессом сдвижения горных пород на бортах карьера, отвалах пустых пород, и при необходимости предпринимает меры для предотвращения сдвижения горных пород, либо о предотвращении дальнейших горных работ. Смежная профессия в наземном строительстве — инженер-геодезист.